# Nederlandse Suite (Van Lijnschooten)
Nederlandse Suite is een compositie voor harmonieorkest of fanfareorkest van de Nederlandse componist Henk van Lijnschooten.
Het werk werd opgenomen op cd door het Meloman Ensemble.